# L'Étrangère (film, 1991)
Pour les articles homonymes, voir L'Étrangère.
Pour plus de détails, voir Fiche technique et Distribution.
L'Étrangère (The Miracle) est un film britannico-irlandais réalisé par Neil Jordan, sorti en 1991.

## Fiche technique
- Titre : L'Étrangère
- Titre original : The Miracle
- Réalisation et scénario : Neil Jordan
- Production : Redmond Morris et Stephen Woolley
- Photo : Philippe Rousselot
- Genre : Drame
- Durée : 97 min
- Sortie : 9 décembre 1992 en  France

## Distribution
- Beverly D'Angelo : Renee Baker
- Donal McCann : Sam
- Niall Byrne : Jimmy
- Lorraine Pilkington : Rose
- J.G. Devlin : Mr Beausang